# 8868 Hjorter
8868 Hjorter eller 1992 EE7 är en asteroid i huvudbältet som upptäcktes den 1 mars 1992 av UESAC vid La Silla-observatoriet. Den är uppkallad efter den svenske astronomen Olof Petrus Hjorter.
Asteroiden har en diameter på ungefär 9 kilometer och den tillhör asteroidgruppen Eos.